# Unteroffizier-Krüger-Kaserne
Die Unteroffizier-Krüger-Kaserne war eine Bundeswehrkaserne in Kusel, Rheinland-Pfalz. Sie wurde 1964 erbaut und 1966 nach dem Feldartilleristen im Ersten Weltkrieg Johannes Joachim Theodor Krüger benannt.
Die Kaserne lag an der Haischbachstraße im nördlichen Stadtgebiet von Kusel.

## Geschichte
1938 wurden Baracken als Kasernenanlage in Kusel erbaut. Nach dem Zweiten Weltkrieg ließ die Bundeswehr ab 1964 eine neue Kaserne errichten, sie wurde am 1. Dezember 1965 von Artillerietruppen der Bundeswehr bezogen. 1966 war das Feldartillerielehrbataillon 310 komplett am Standort aufgestellt. Zuletzt wurde die Kaserne vom Artillerielehrbataillon 345 genutzt. Auf dem Gelände der Kaserne befand sich auch eine Niederlassung der Heeresinstandsetzungslogistik GmbH. Am 26. Oktober 2011 gab Bundesverteidigungsminister Thomas de Maizière (CDU) das Stationierungskonzept 2011 bekannt, das unter anderem die Schließung des Standortes Kusel vorsah. Zum Jahresende 2014 wurde die Kaserne von der Bundeswehr aufgegeben. Seit 2015 befindet sich auf dem Gelände eine Erstaufnahmeeinrichtung für Asylsuchende, in der Anfang 2018 ungefähr 450 Personen untergebracht waren. Im Januar 2019 prüfte das Verteidigungsministerium, ob die Kaserne reaktiviert und als Standort der Heeresinstandsetzungslogistik GmbH sowie eines Rettungshubschraubers genutzt werden soll. Die Prüfungen führten dazu, dass eine Reaktivierung des Standorts vom Bund seit 2021 nicht mehr in Erwägung gezogen wird.

## Namensgebung
In der Begründung der Namensgebung durch das Bundesministerium der Verteidigung hieß es damals, dass er
durch seinen im ersten Weltkrieg bewiesenen Heldenmut bis heute eine Vorbildfunktion hat. und Nachdem er, allein an seinem Geschütz verblieben, den Befehl für den Rückzug überhört hatte, vernichtete er in heldenhafter Weise 16 feindliche Panzer, bevor er selbst verwundet wurde und wenig später seinen Verletzungen erlag.
Im Jahr 2024 wurde aufgrund der Veröffentlichung des Titels "Panzerhenker" im Black-Metal-Projekt "Kanonenfieber" eine Rezension durch den wissenschaftlichen Leiter des Deutschen Panzermuseums, Ralf Raths, auf YouTube veröffentlicht. Hierbei wurde durch diesen ausführlich auf die Umstände und Hintergründe der Schlacht von Cambrai, die Zuordnung von Krüger als „Lone gunner“ eingegangen und Krüger als „Lone gunner“ in den Bereich der Mythen verwiesen.

## Ehemalige Dienststellen
- Fernmeldesektor 404
- Kraftfahrausbildungszentrum Kusel
- Artillerieausbildungsbatterie 405
- Artillerieausbildungsbatterie 406
- Feldartilleriebatterie 301
- Feldartillerielehrbataillon 310
- Panzerartillerielehrbataillon 310
- Panzerartilleriebataillon 345
- Panzerartillerielehrbataillon 345
- Artillerielehrregiment 345
- Artillerielehrbataillon 345
- Teile des Bundeswehr-Dienstleistungszentrums Idar-Oberstein
- Sanitätsstaffel Kusel
- Jägerausbildungszentrum 8/2

Quelle: ZMSBw Standortdatenbank